# 6738 Tanabe
6738 Tanabe eller 1993 FD1 är en asteroid i huvudbältet som upptäcktes den 20 mars 1993 av de båda japanska astronomerna Kazuro Watanabe och Kin Endate vid Kitami-observatoriet. Den är uppkallad efter astronomen Hiroyoshi Tanabe.
Den tillhör asteroidgruppen Euterpe.